# Liste der Monuments historiques in Derbamont
Die Liste der Monuments historiques in Derbamont führt die Monuments historiques in der französischen Gemeinde Derbamont auf.

## Liste der Objekte
| Bezeichnung               | Beschreibung                           | Standort                       | Kennzeichnung | Schutzstatus | Datum | Bild |
| ------------------------- | -------------------------------------- | ------------------------------ | ------------- | ------------ | ----- | ---- |
| Skulptur Madonna mit Kind | Stein, farbig gefasst, 16. Jahrhundert | in der Kirche St-Pierre (Lage) | PM88000226    | Classé       | 1961  |      |